# Oxytorus antennatus
Oxytorus antennatus là một loài tò vò trong họ Ichneumonidae.